# روابط چین و عراق در جنگ ایران و عراق
چین و شوروی از جملهٔ کشورهایی بودند که در جنگ ایران و عراق با هر دو طرف جنگ (ایران و عراق) جنگ افزار و فناوری معامله کردند، از جمله چین که در معاملات خود به بسیاری از قوانین جنگ اعم از منع فروش موشک به طرفین جنگ (MTCR) را زیر پا گذاشت. 

## کمک‌های چین به عراق
بر خلاف آمریکا که به دلیل جنگ شش روزه نتوانست به عراق کمک شایانی کند، چین توانست کمک‌های بسیاری در جنگ ایران و عراق به عراق کند، از جمله کمک‌های چین به عراق می‌توان به کمک‌های زیر ساختی مانند ساختن پل ۶۶۶ متری بر روی رودخانهٔ دجله  اشاره کرد، همچنین می‌توان به فروختن و پشتیبانی از عراق در مورد موشک‌های بالستیک و پرتاب آن‌ها به ایران  اشاره کرد. با این وجود پس از این جنگ با وجود شواهدی آشکار، چین تمامی این ادعاها را تکذیب کرده‌است . چین یکی از بزرگترین صادر کننده‌های اسلحه به عراق بوده تا جایی که حدود ۱۲ درصد ( به ارزش ۵٫۱۹۲ میلیارد دلار ) از اسلحه‌های عراق توسط چین تأمین شده‌است. لیست جنگ افزارهای وارد شده:

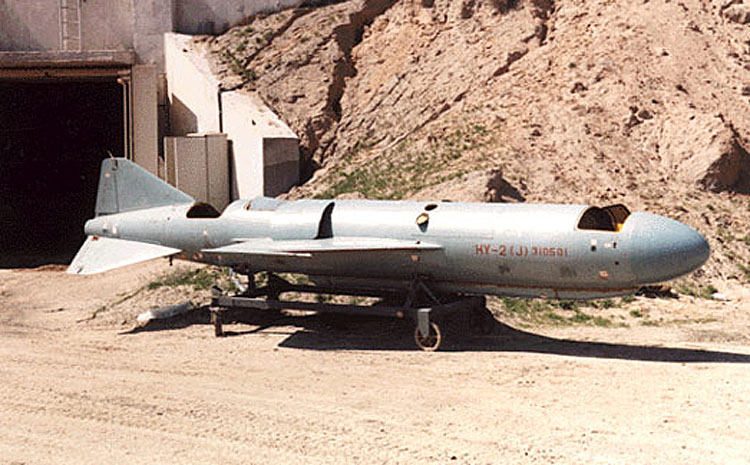
یک عدد موشک HY-۲ انبار شده در شهر اُم قصر عراق

| نام جنگ افزار        | نوع جنگ افزار             | سال تحویل     | تعداد |
| -------------------- | ------------------------- | ------------- | ----- |
| زی آن H6             | بمب افکن                  | ۱۹۸۸          | ۴     |
| اف-۶                 | هواپیمای جنگنده           | ۱۹۸۲ و ۱۹۸۳   | ۴۰    |
| اف-۷                 | هواپیمای جنگنده           | ۱۹۸۳ الی ۱۹۸۸ | ۸۰    |
| تایپ ۶۳ ۱۰۷ میلیمتری | توپخانه                   | ۱۹۸۴ الی ۱۹۸۸ | ۱۰۰   |
| تایپ ۸۳ ۱۵۲ میلیمتری | توپخانه                   | ۱۹۸۸ و ۱۹۸۹   | ۵۰    |
| تایپ ۶۵۳             | نفربر زرهی                | ۱۹۸۶ و ۱۹۸۷   | ۲۵    |
| تایپ ۵۹              | تانک                      | ۱۹۸۲ الی ۱۹۸۷ | ۱۰۰۰  |
| تایپ ۶۹              | تانک                      | ۱۹۸۳ الی ۱۹۸۷ | ۱۵۰۰  |
| تایپ ۶۳              | نفربر خاکی-آبی            | ۱۹۸۲ الی ۱۹۸۸ | ۶۵۰   |
| CEIEC-۴۰۸            | رادار هوایی               | ۱۹۸۶ الی ۱۹۸۸ | ۵     |
| HN-۵                 | موشک زمین به هوا قابل حمل | ۱۹۸۶ و ۱۹۸۷   | ۱۰۰۰  |
| HY-۲(کرم ابریشم ۲)   | موشک ضد کشتی              | ۱۹۸۷ و ۱۹۸۸   | ۲۰۰   |